# Billy Barty
Billy Barty, właściwie William John Bertanzetti (ur. 25 października 1924 w Millsboro, zm. 23 grudnia 2000 w Glendale) – amerykański aktor filmowy i telewizyjny. Odznaczał się niewielkim wzrostem (114 cm). Od 1 lipca 1981 posiada gwiazdę na Hollywoodzkiej Alei Gwiazd.

## Życiorys
Urodził się w Millsboro w Pensylwanii, jako syn Ellen Cecial Bertanzetti i Alberta Stevena. Jego dziadek ze strony ojca był Włochem.
24 lutego 1962 ożenił się z Shirley Bolingbroke z Malad City w Idaho. Mieli dwoje dzieci - córkę Lori Neilson i syna Bradena (ur. 24 lipca 1970).
Barty i jego rodzina byli członkami Kościoła Jezusa Chrystusa Świętych w Dniach Ostatnich.
Grę aktorską rozpoczynał jako dziecko jeszcze w epoce filmu niemego i w komediach braci Marx. Zaczął występować w 1927 w wieku trzech lat. Zagrał młodszego brata Mickeya Rooneya w serialu komediowym Mickey McGuire. Występował zarówno w komediach, jak i dramatach. 
W 1957 założył Little People of America, a w 1975 - Billy Barty Foundation. 
Zmarł 23 grudnia 2000 w Glendale w Kalifornii w wieku 76 lat z powodu niewydolności serca.

## Filmografia

### Filmy
- 1931: Małpi interes jako dziecko
- 1933: Alicja w Krainie Czarów jako biały pionek / dziecko
- 1933: Poszukiwaczki złota jako dziecko w numerze „Pettin' in the Park”
- 1933: Nocne motyle jako Myszka / mały chłopak
- 1935: Narzeczona Frankensteina jako dziecko
- 1962: Wspaniały świat braci Grimm jako nadworny błazen
- 1964: Wagabunda jako Billy
- 1965: Harum Scarum jako Baba
- 1975: Dzień szarańczy jako Abe Kusich
- 1978: Nieczyste zagranie jako J.J. MacKuen
- 1978: Władca Pierścieni jako Bilbo Baggins / Samwise Gamgee (głos)
- 1985: Legenda jako Screwball
- 1986: Trzaskające się ciała jako Tim McClusky
- 1986: Twardziele jako Philly
- 1987: Władcy wszechświata jako Gwildor
- 1988: Willow jako High Aldwin
- 1990: Bernard i Bianka w krainie kangurów jako Baitmouse (głos)
- 1991: Smród życia jako Willy
- 1994: Zabójcze radio jako on sam
- 1997: Spalić Hollywood jako on sam

### Seriale TV
- 1953: General Electric Theater jako drugi klown
- 1957: Alfred Hitchcock przedstawia jako George
- 1958: Peter Gunn jako babby
- 1970: The Bugaloos jako świetlik Sparky
- 1978: Aniołki Charliego jako gazeciarz
- 1978: Statek miłości jako Ralph Warren
- 1978: Fantastyczna wyspa (Fantasy Island) jako Alfonse
- 1979: Domek na prerii jako Owen
- 1982: Domek na prerii jako Lou Bates
- 1985: Złotka jako Edgar Lindstrom
- 1986: Rączy Wildfire jako Dweedle (głos)
- 1987: Kacze opowieści jako król Brian (głos)
- 1996: Frasier jako Chris (głos)
- 1996: Gorączka w mieście jako Morty Feinberg
- 1997: The New Batman Adventures jako Hips McManus (głos)

## Nagrody i nominacje
| Rok  | Nagroda      | Kategoria                    | Film                                    | Rezultat  |
| ---- | ------------ | ---------------------------- | --------------------------------------- | --------- |
| 1982 | Złota Malina | Najgorszy aktor drugoplanowy | Hotel „Tęcza” (Under the Rainbow, 1981) | Nominacja |
| 1988 | Złota Malina | Najgorszy aktor drugoplanowy | Władcy wszechświata (1987)              | Nominacja |
| 1989 | Złota Malina | Najgorszy aktor drugoplanowy | Willow (1988)                           | Nominacja |